# Хрвати муслимани
Хрвати муслимани су припадници хрватског народа исламске вјероисповијести.
Хрвати су јужнословенски народ. Према подацима пописа становништва у Хрватској 2021, 10.841 Хрват се изјаснио као муслиман. Исламска заједница у Хрватској вјерска је организација муслимана у Хрватској. Потомци Хрвата муслимана који су подржавали усташки режим током Другог свјетског рата и избјегли као политичке избјеглице успоставили су Хрватски исламски центар у Мелбурну у Аустралији и Хрватски исламски центар у Торонту у Канади (данас Бошњачки исламски центар у Торонту).

## Историја

### Османски период
Османско царство осваја дијелове Хрватске од 15. до 19. вијека и оставља дубок цивилизацијски печат. Бројни Хрвати су прешли на ислам, неки као ратни заробљеници, неки по систему данка у крви. Најзападнија граница Османског царства у Европи учврстила на хрватском тлу. Папа Лав X је 1519. Хрватску означио као Antemurale Christianitatis (срп. Бедем хришћанства).
Пад Босне под Османлије 1463. исходио је све већим притиском на хрватске границе и сталним губицима територије, мало по мало помјерајући границу на запад. Стално ратовање током Стогодишњег хрватско-османског рата (1493—1593) драстично је смањило хрватско становништво у погођеним југоисточним регијама. Све до краја 16. вијека цио простор Турске Хрватске био под влашћу султана. Преостали Хрвати су прешли на ислам и регрутовани кроз данак у крви. Дио хрватског становништва је ипак успио да побјегне и насели се у сјеверозападним крајевима земље или у иностранству, у сусједној Угарској или Аустрији.
Од 16. до 19. вијека Турска Хрватска се граничила са Хрватској војном крајином, дијелом Хрватске под контролом Хабзбуршке монархије, којом се управљало непосредно из Беча. У 19. вијеку, након пада и окупације Босанског вилајета 1878, Турска Хрватска је остала у границама Босне и Херцеговине, која је 1908. постала нова крунска земља Аустроугарске монархије. На простору Турске Хрватске остало је врло мало хрватског становништва, односно становништва које се изјашњавало као католици и Хрвати.
Од 16. до 19. вијека Турска Хрватска се граничила са Хрватском војном крајином (њем. Kroatische Militärgrenze), дијелом Хрватске под контролом Хабзбуршког царства, којим се управљало непосредно из бечког војног штаба. У 19. вијеку, након аустроугарског освајања Босанског пашалука, Турска Хрватска се нашла у границама аустроугарске Босне и Херцеговине, коју је 1908. постала Аустроугарска формално анектирала. Иако је територија ослобођена, остало је врло мало хрватског становништва, односно становништва које је на њему стварно живјело регистровано као католици и Хрвати.
Неки од османских званичника кроз историју сматрани су Хрватима, Махмуд-паша (Махмуд-паша Хирват), Рустем-паша (Рустем-паша Хрват), Пијал-паша (Пијали-паша Хрват), Меми-паша Хрват, Тахвил-паша итд. У то вријеме постојала је забуна око термина „Хрват” и „Србин”, а „Хрват” је у неким од ових случајева могао означавати било кога са ширег јужнословенског простора.

### Муслимани и хрватски национализам
Можда и највећи идеолошки утицај на Усташки покрет имао је хрватски националиста Анте Старчевић. Старчевић је био заговорник хрватског јединства и независности и био је и антихабзбуршки и антисрпски настројен. Усташе су користиле Старчевићеве теорије да промовишу присаједињене Босне и Херцеговине Хрватској и признале су да Хрватска има двије главне етнокултурне цјелине: Хрвате католике и Хрвате муслимане.
Усташе су признале и католицизам и ислам као државне религије хрватског народа, док су одбациле православље као неспојиво са њиховим циљевима (с изузетком Хрватске православне цркве која је углавном намјеравала да асимилује српску мањину). Иако су усташе истицале религијске теме, наглашавало се да је дужност према нацији превладала над религијским обичајима. Муслиман који је подржавао Југославију није се могли сматрати Хрватом, нити грађанином, него „Србином муслиманом” коме се може ускратити имовина и лишити слободе, и као такви не би испуњавали услове за држављанство. Усташе су тврдиле да такви „Срби муслимани” морају да стекну статус Хрвата. Усташе су босанске муслимане доживљавале као „цвијеће хрватског народа”.
Џафер-бег Куленовић је био муслиман који је 8. новембра 1941. постао потпредсједник Независне Државе Хрватске и на тој функцији је био до краја рата. На тој функцији је замијенио свог брата Османа. Куленовић је живио у Италији до 1948, а затим је с породицом емигрирао у Сирију. Док је био у Сирији, хрватска емигрантска заједница у Аргентини објавила је збирку његових новинарских списа. Хрватска муслиманска заједница у Чикагу објавила је 1950. говор који је написао за Муслимански конгрес након Другог свјетског рата у Лахору у Пакистану. Овај памфлет од 22 странице насловљен као „Порука од хрватских Муслимана њиховој вјерској браћи у свијету”, описује Србе као агресоре на Хрвате исламске вјере и промовише идеју хрватског јединства. Неколико мјесеци прије његове смрти формиран је Хрватски ослободилачки покрет, са Куленовићем као једним од оснивача и потписником.

## Статистика
Према подацима пописа становништва Хрватске из 2011. године, у Хрватској живи 62.977 муслимана (1,47% становништва), од којих се 9647 изјаснило као Хрвати.
| Година | Хрватска | Босна и Херцеговина | Друге државе |
| ------ | -------- | ------------------- | ------------ |
| 1948.  | 3212     | 25.295              | 564          |
| 1953.  | 4057     | 15.477              | N/A          |
| 1991.  | 4254     | N/A                 | N/A          |
| 2001.  | 6848     | –                   | –            |
| 2011.  | 9647     | –                   | –            |
| 2013.  | –        | 1375                | –            |

### Религија
Већина Хрвата муслимана, као и припадници других муслиманских заједница (Албанци, Бошњаци, Роми, Срби итд.) сунитски су муслимани; историјски гледано, суфизам је такође играо значајну улогу међу свим јужнословенским муслиманима. Муфтија Мешихата Исламске заједнице у Хрватској је Азиз Хасановић.

## Галерија
- Турбе Мурат-бега Тардића одмах поред маузолеја Гази Хусрев-бега у Сарајеву.
- Поглавникова џамија, преуређени Мештровићев павиљон, данас Дом хрватских ликовних умјетника.
- Меморијал у Блајбургу у Аустрији, посвјећен убијеним Хрватима католицима и Хрватима муслиманима током репатријације.
- Загребачка џамија.
- Првобитни споменик „југословенским борцима” у Вуљфраншу откривен је 1952. године. Мјесно становништво је одлучило да ода почаст побуњеницима преименовањем улице у Авенија Хрвата.